# Bjorn Tagemose
Bjorn Tagemose (Zweden, 11 juni 1969) is een in Antwerpen woonachtige Zweedse fotograaf en regisseur.

## Biografie
Tagemose studeerde marketing in Antwerpen. Na de voltooiing van deze studie volgde hij grafische vormgeving en vervolgens fotografie aan de Koninklijke Academie voor Schone Kunsten van Antwerpen. Hij begon zijn carrière in Antwerpen maar werkte al snel internationaal als fotograaf en regisseur. Door zijn Scandinavische achtergrond vertoeft en werkt hij vaak in Zweden. In 2007 richtte hij het kunstcollectief Shoottheartist op, waarvan hij creatief directeur is. Hij werkt tevens als showregisseur voor mode- en rockevenementen.

## Werk
In zijn werk combineert Tagemose hoofdzakelijk muziek, film en mode. Hij werkte als fotograaf voor internationale modemerken als Nike, Adidas, Filippa K, Lee Jeans, Kipling en portretteerde wereldsterren als David Beckham, Juliette Lewis, Grace Jones, The Hives, Tiësto en Willem Dafoe. Als regisseur maakte hij videoclips voor o.a. Axelle Red, Kane, Ozark Henry, Mumiy Troll en Juliette and the Licks en liveshows voor Juan Luis Guerra, Juanes, Miguel Bosé, Kane, dEUS, Tiësto en David Guetta. Hij werkt eveneens als creatief directeur op mode-evenementen als Bread & Butter, 080 Barcelona Fashion en Elite Model Look.
Zijn artistiek werk werd tentoongesteld in Kulturhuset in Stockholm, het Louvre in Parijs, het FotoMuseum in Antwerpen en 11 chambres in Arles. Het Groeningemuseum in Brugge heeft verschillende werken van Tagemose in de permanente collectie.
In 2008 werd een boek uitgebracht met het verzameld werk van Bjorn Tagemose en Shoottheartist (Ludion, 2008, ISBN 9789055449620).